# Сулима (герб)
Сулима — герб низки шляхетських родів Польщі та України, часів Речі Посполитої. Вперше згадується в судових записах в 1397 році, але був відомий і раніше, найстарший герб Сулими датується 1352 роком.
Після Городельської унії 1413 року ряд гербів, в тому числі й Сулима були закріпленні за представниками литовсько-руської (української) шляхти, та відбулось зрівняння прав шляхти католицького віровизнання Королівства Польського та шляхти Великого князівства Литовського, Руського та Жемантійського. Під час Унії польським представником герба був Станіслав Гамрат (Castellan of Połaniec), а литовсько-руським став Родивіл (Rodywił-Radziwił), пізніший Радзивілович.

## Опис герба
Щит перетятий; у верхньому золотому полі виходить чорний орел; у нижньому червоному — три срібні камені, два над одним. Щит увінчує лицарський шолом, вкритий червоним наметом із золотим підбиттям, і золота корона. Клейнод: чорний орел, що виходить.
Цей герб бл. 935 року принесений до Польщі з Німеччини, де належав графам Солимським, які володіли Браунфельсом, Мінценбергом і Зонневальдом.
Герб використовувався 279 родами, зокрема: Бартошевські (Bartoszewski), Бантиш-Каменські, Бодивіли (Bodiwił, Rodwił, Bodywił), Борковські (Borkowski), Братковські (Bratkowski), Братошевські (Bratoszewski), Будвілли (Budwiłł), Даниловичі (Daniłowicz), Корендовичі, Корженівські, Коженівські, Корженьовські (Korzeniowski), Кот (Kot), Кропінські, Кропинські (Kropiński), Лескі (Leski), Личко (Łyczko), Личковські (Łyczkowski), Обидовські, Попель (Popiel), Рогачевські (Rogaczewski), Рибінські (Rybiński), Самойловичі (Samojłowicz, Samoiłowicz), Самуйло (Samujło, Samuyło z Sulimów), Савичі (Sawicz, Sawicz Ryczgorski), Станіславські (Stanisławski), Суліковські, Суликовські, Сулиговські (Sulikowski, Sulikowski v. Suligowski), Сулими (Sulima), Вольські (Wolski), Заблоцькі (Zabłocki), Залеські (Zaleski), Завіша (Zawisza) та інші.

## Муніципальна геральдика

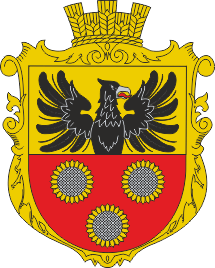
Герб Сулимівки

На основі герба генерального хорунжого Івана Сулими складено герб села Сулимівка Яготинського району Київської області (Україна).

## Відміни
- Тринча